# Opatství Tŏkwon
Územní opatství Tŏkwon (lat. Abbatia Territorialis Tokvonensis, korejsky 천주교 덕원자치수도원구) je benediktinské územní opatství, ležící nedaleko města Wonsan, v Severní Koreji. Tŏkwonské územní opatství není součástí žádné církevní provincie, je přímo podřízené Svatému stolci.
Od roku 1949 je kvůli perzekuci ze strany severokorejského režimu znemožněna činnost opatství, část mnichů byla umučena v koncentračních táborech, část vyhnána ze země.
Posledním územním opatem z Tŏkwonu byl biskup-opat Mons. Bonifatius Sauer, OSB do své smrti 7. února 1950, od té doby je Tŏkwonské územní opatství spravováno apoštolským administrátorem. Od roku 2013 je apoštolským administrátorem opat Blasio Park, OSB z opatství svatých Maura a Placida ve Waegwanu.
Tŏkwonské územní opatství je ve 21. století jedním z 11 existujících územních opatství.

## Historie

### Založení územního opatství

Osobní znak biskupa-opata Bonifatia Sauera, OSB

V únoru 1909 přišli němečtí mniši z Ottilienské kongregace do Soulu, a podobně jako v případě misií v Africe zde laičtí bratři zbudovali klášter svatého Benedikta se školou a benediktinští kněží se věnovali pastoraci. Komunita benediktinských mnichů se rozrostla s příjezdem evropských mnichů a 15. května 1913 byl klášter povýšen na opatství. Se vznikem apoštolského vikariátu Soul v roce 1920, se mniši ujali správy apoštolského vikariátu Wonsan.
V roce 1927 byl původní klášter zavřen a komunita se přemístila do Tŏkwonu, kde byl zřízen klášter. V letech 1927-1928 mniši vybudovali menší a větší seminář pro diecézní kněze. V letech 1929-1930 byl zbudován kostel v novorománském slohu.
Územní opatství bylo zřízeno 12. ledna 1940, zahrnující do své jurisdikce města Wonsan, Munchon, a okresy Anbyon, Chonnae a Kowon. Prvním (a doposud posledním) územním opatem (lat. abbas nullius) se stal 12. ledna 1940 biskup Bonifatius Sauer, OSB. Když skončila druhá světová válka, ocitlo se Tŏkwonské opatství pod nadvládou sovětských ozbrojených sil. Přestože zde sídlili vojáci, bylo mnichům povoleno pokračovat v mnišském životě. Když v roce 1949 vojáci opustili opatství, žilo zde okolo 60 mnichů, z toho 25 jich bylo korejské národnosti. V klášteře nedaleko Wonsanu žilo také přibližně 20 řeholnic.

### Perzekuce
V květnu 1949 z rozkazu Kim Ir-sena obsadila severokorejská tajná policie opatství, zatkla všechny mnichy (stejně tak sestry v nedalekém klášteře) a deportovala je do koncentračních táborů. V červenci 1950 bylo opatství zničeno severokorejskou lidovou armádou.
V letech 1949-1952 bylo popraveno po mučení a zadržování v těžkých podmínkách 14 řeholníků a 2 řeholnice. Ve stejné době zemřelo na následky mučení, těžké fyzické práce, nemoci, hladovění a špatné podmínky panující v pracovních táborech 17 řeholníků.
Biskup-opat Bonifatius Sauer, OSB, byl vězněn v Pchjongjangu. Na následky věznění zemřel 7. února 1950, před popravou všech starších mnichů z kláštera, která byla vykonána v říjnu 1950.
V lednu 1954 bylo 42 přeživších německých mnichů vyhnáno ze země, a repatriováno přes transsibiřskou magistrálu.

### Beatifikační proces
V květnu 2007 započal beatifikační proces 36 severokorejských Služebníků Božích z Tŏkwonského opatství, umučených během pronásledování křesťanů severokorejským režimem. Proces nese název Blahořečení Biskupa-opata Boniface Sauera, OSB, bratra Benedicta Kima, OSB a druhů.

## Současná situace
V současné době slouží areál opatství Wonsanské univerzitě zemědělství. Ostatní budovy opatství (kostel a seminář) jsou pravděpodobně v užívání univerzity k sekulárním účelům.
V roce 1952 založilo několik benediktinských mnichů nový klášter (Opatství svatých Maura a Placida) ve Waegwanu, nedaleko Tegu v Jižní Koreji. Opat z waegwanského kláštera působí jako apoštolský administrátor územního opatství v Tŏkwonu, ze strany severokorejských úřadů mu však není povolen vstup do země. Od 50. let 20. století nejsou na území Tŏkwonského opatství žádní kněží (stejně jako ve všech ostatních diecézích v Severní Koreji). Mnoho křesťanů je drženo v koncentračním táboře Yodok (a dalších táborech), který se nachází 70 km od Tŏkwonského opatství, kde jsou vystaveni mučení a nelidskému zacházení pro své náboženské přesvědčení.
Na území Tŏkwonského územního opatství, i ostatních diecézí v Severní Koreji, není povoleno vykonávat duchovní službu a praktikovat jakékoli náboženství, vyjma státem kontrolovaných církví, proto musí křesťané působit ve skrytu před severokorejským režimem.
Opatství je církevně administrováno z nedalekého waegwanského opatství.